# Панкін Микола Іванович
Панкін Микола Іванович (2 січня 1949 — 13 жовтня 2018) — радянський плавець.
Призер Олімпійських Ігор 1968 року, учасник 1972, 1976 років.
Призер Чемпіонату світу з водних видів спорту 1975 року.
Чемпіон Європи з водних видів спорту 1970, 1974 років.
Переможець літньої Універсіади 1970, 1973 років.